# Trận Visuamadu
Ngày 28 tháng 1 năm 2009, quân đội Sri Lanka đánh chiếm ngôi làng Visuamadu còn do phía Hổ Tamil kiểm soát, trong khi chính phủ Ấn Độ bày tỏ sự quan tâm về người thiểu số gốc Tamil bị kẹt trong vùng giao tranh. Các binh sĩ chính phủ tiến chiếm làng Visuamadu trong giai đoạn cuối của cuộc hành quân nhằm tiêu diệt lực lượng Hổ Tamil.

## Bối cảnh
Các khu vực do Hổ Tamil kiểm soát nhanh chóng thu hẹp lại kể từ năm 2007 và phiến quân đã mất thị trấn cuối cùng của họ khi quân đội Sri Lanka chiếm Mullaittivu ngày 25 tháng 1.

## Quân đội chính phủ mở rộng vùng kiểm soát
Trong các cuộc giao tranh ngày 27 tháng 1, lực lượng chính phủ đụng độ với phiến quân ở năm nơi khác nhau trong vùng tam giác dọc theo bờ biển hiện còn do Hổ Tamil kiểm soát và hạ sát 19 phiến quân. Hai trong số các phiến quân bị giết là thành phần chỉ huy cao cấp tại mặt trận. Không rõ tổn thất của phía chính phủ. Quân đội chính phủ chiếm khu vực dài 30 cây số ở về phía Bắc của Mullaittivu, nơi từng đặt bộ chỉ huy của lực lượng võ trang Hổ Tamil.

## Ý nghĩa
Chiếm được khu vực bờ biển này có nghĩa là thành phần còn lại của Hổ Tamil, và có lẽ là cả người lãnh đạo lực lượng này Velupillai Prabhakaran, hoàn toàn bị bao vây. Chiến trận diễn ra trong lúc Hội Hồng Thập Tự Quốc tế lên tiếng báo động về sự nguy hiểm đối với người dân gốc Tamil bị kẹt trong vùng giao tranh ở phía Bắc Sri Lanka.

## Thương vong
Theo một viên chức y tế địa phương, ít nhất 178 thường dân thiệt mạng và khoảng 725 người bị thương trong cuộc giao tranh từ đầu tháng 1 đến lúc này. Phía chính phủ Sri Lanka bác bỏ nguồn tin nói rằng có nhiều thường dân thiệt mạng và bị thương, coi đây là một sự tuyên truyền của phía Hổ Tamil. Trong khi đó, tờ Daily News của chính phủ Sri Lanka nói rằng phía Hổ Tamil đã ngăn không cho các nhân viên cứu trợ quốc tế di tản khoảng 300 bệnh nhân từ một bệnh viện trong khu vực họ kiểm soát. Khoảng hơn 20 chiếc xe do Hội Hồng Thập Tự Quốc tế và LHQ đưa đến để di tản bệnh nhân khỏi vùng Puthukkudiriruppu đã bị phía Hổ Tamil cấm vào "vì lý do an ninh".